# La Voz de Cantabria
La Voz de Cantabria fue un periódico español editado en Santander entre 1927 y 1937.

## Historia
El diario nació en 1927 a partir de la fusión La Atalaya y El Pueblo Cántabro. Su primer número salió a la calle el 30 de agosto de 1927. La dirección quedó en manos de José del Río Sainz «Pick», mientras que Antonio Morillas era redactor-jefe. Desde sus inicios La Voz de Cantabria se convirtió en el abanderado del regionalismo santanderino.
En sus inicios mantuvo una línea de oposición a la Dictadura de Primo de Rivera. Tras la proclamación de la Segunda República aceptó el nuevo régimen, y se alineó con el republicanismo conservador que lideraba Miguel Maura. Sin embargo, a medida que avanzó la República mostró un mayor apoyo a las fuerzas conservadoras, como la CEDA.
Tras el estallido de la Guerra civil fue incautado por el Frente Popular. Continuaría publicándose hasta el 27 de junio de 1937.

## Biografía
- Checa Godoy, Antonio (1989). Prensa y partidos políticos durante la II República. Universidad de Salamanca. ISBN 84-7481-521-5.
- Sanz Hoya, Julio (2006). De la resistencia a la reacción: las derechas frente a la Segunda República (Cantabria, 1931-1936). Santander: Servicio de Publicaciones de la Universidad de Cantabria. ISBN 84-8102-420-1.
- Simón Cabarga, José (1982). Historia de la prensa santanderina. Centro de Estudios Montañeses. ISBN 84-500-8281-1.
- Simón Cabarga, José (2001). Santander en la Historia de sus calles. Libreria Estudio.

- Datos: Q52382089